# 扎克·珀切斯
扎克·珀切斯（英語：Zac Purchase，1986年5月2日—），英国男子赛艇运动员。他曾代表英国参加2008年和2012年夏季奥林匹克运动会赛艇比赛，获得一枚金牌和一枚银牌，均来自男子轻量级双人双桨项目。